# 2014年5月逝世人物列表
2014年逝世人物列表：1月 - 2月 - 3月 - 4月 - 5月 - 6月 - 7月 - 8月 - 9月 - 10月 - 11月 - 12月
2014年5月逝世人物列表，是用于汇总2014年5月期间逝世人物的列表。

## 依日期排序

### 31日
- 索梅斯勳爵夫人（英语：Mary Soames, Baroness Soames）（The Lady Soames），91歲，前英國首相邱吉爾爵士女兒，已故政治家索梅斯勳爵遺孀，病故。[1]
- 瑪麗蓮·貝克（Marilyn Beck），85歲，美國銀團娛樂記者，死於肺癌。[2]
- 霍斯·艾靈頓（Hoss Ellington），79歲，美國全國運動汽車競賽協會賽車手及車隊擁有者，死於癌症。[3]
- 傑克·凱斯利（Jack Casley），88歲，英國足球運動員（牛津联、托奎联）。[4]

### 30日
- 根納季·布姚堅，77歲，白俄羅斯詩人、記者和外交官，死於癌症。[5]
- 柳德米拉·馬卡洛娃（俄語：Людмила Макарова），92歲，前蘇聯女演員，蘇聯人民藝術家。[6]
- 漢娜·馬容（希伯來語：חנה מרון），90歲，德國裔以色列演員。[7]
- 賀寧·卡爾森（丹麥語：Henning Carlsen），86歲，丹麥電影導演。[8]
- 列尼達斯·范思理科波勒（希臘語：Λεωνίδας Βασιλικόπουλος），82歲，希臘海軍上將。[9]

### 29日
- 肯·斯克拉姆（Ken Schram），66歲，美國電視和電台記者。[10]
- 卡爾海因茨·伯姆（德語：Karlheinz Böhm），86歲，奧地利演員。[11]
- 戴夫·赫爾曼（Dave Herman），78歲，美國電台名人。[12]
- 拉斐爾·門迪洛斯（西班牙語：Rafael Mendiluce），74歲，西班牙足球運動員。[13]
- 赫爾曼·拉特里夫（Herman Rattliff），88歲，美國政治人物，前肯塔基州众议院議員。[14]

### 28日
- 马娅·安杰卢（Maya Angelou），86歲，美國作家與詩人。[15]
- 斯坦·哈爾弗（Stan Crowther），78歲，英國足球運動員。[16]
- 馬爾科姆·格雷澤（Malcolm Glazer），86歲，美國房地產高管及運動隊老闆。[17]
- 蘇丹阿茲蘭沙（Sultan Azlan Muhibbudin Shah），86歲，馬來西亞霹靂州蘇丹及法官。[18]
- 皮埃爾·貝納爾（法語：Pierre Bernard），81歲，法國足球運動員。[19]
- 奧斯卡·迪斯特爾（Oscar Dystel），101歲，美國圖書出版高層。[20]
- 鲍伯·霍伯雷葛斯（Bob Houbregs），82歲，美國加拿大籍NBA聯盟前職業籃球運動員。[21]
- 艾薩克·康威（Isaac Kungwane），43歲，南非足球運動員（凱薩酋長、國家隊）。[22]
- 懷思·奧爾（Wyc Orr），67歲，美國政治人物，前佐治亚州众议院議員。[23]
- 勞倫斯·保羅（Lawrence Paul），79歲，加拿大米克馬克族（英语：Mi'kmaq）政治人物。[24]
- 莫迪凱·皮龍（希伯來語：מרדכי פירון），92歲，奧地利出生的以色列首席軍事拉比（英语：Military Rabbinate）。[25]
- 吉米·薩克斯頓（Jimmy Saxton），74歲，美國大學足球名人堂（英语：College Football Hall of Fame）成員，死於失智症。[26]

### 27日
- 羅伯特·波特爵士（Sir Robert Porter），90歲，北愛爾蘭政治人物，前民政事務部健康與地方政府部部長。[27]
- 馬西莫·維格涅里（義大利語：Massimo Vignelli），83歲，意大利平面設計師。[28]
- 小島孝治（日語：小島 孝治），83歲，日本奧運排球教練，死於肺炎。[29]
- 吉安卡羅·巴奇（義大利語：Giancarlo Bacci），82歲，意大利足球運動員。[30]
- 小哈羅德·拜爾（Harold Baer, Jr.），81歲，美國法官，前美國紐約南區聯邦地區法院與紐約最高法院法官。[31]
- 寇迪士（Hugh Austin Curtis），81歲，加拿大政治人物，前不列顛哥倫比亞省省議會成員，死於癌症。[32]
- 魯絲·花朵（Ruth Flowers），74歲，英國唱片騎師。[33]
- 馬爾科姆·麥克唐納（Malcolm MacDonald），66歲，蘇格蘭音樂評論家。[34]
- 黃黎明，58歲，台灣電影、電視劇編劇，藝人黃仲崑的二姊。死於肺腺癌。[35]

### 26日
- 金默玉，95歲，滿名愛新覺羅‧顯琦，清朝末年肃亲王善耆最年幼的女儿，川島芳子親妹，有「清朝最後格格」之稱。[36]
- 馬萬祺，95歲，澳門工商界知名人士，中國人民政治協商會議第八屆、九屆、十屆、十一屆全國委員會副主席，中華文學基金會會長，澳門中華總商會永遠會長，澳門鏡湖醫院慈善會永遠主席，澳門大華行投資有限公司董事長[37]。
- 約翰·戈爾曼爵士（Sir John Gorman），91歲，英國政治人物，前北愛爾蘭議會北唐區選區議員。[38]
- 曼努埃爾·烏里韋（西班牙語：Manuel Uribe），48歲，墨西哥人，世界第三胖的人，死於肝功能衰竭。[39]
- 山路慎一（日語：山路 慎一），50歲，日本賽車手。[40]
- 卢亮，31岁，中国湖北省孝感市消防支队安陆中队中队长，武警中尉警衔，在救援过程中被突然发生的大面积塌方埋压殉职[41]。
- 万京燕，26岁，中国湖北省孝感市消防支队安陆中队战士，武警上士警衔，在救援过程中被突然发生的大面积塌方埋压殉职[41]。
- 孙雨豪，20岁，中国湖北省孝感市消防支队安陆中队战士，上等兵，在救援过程中被突然发生的大面积塌方埋压殉职[41]。
- 威廉·R·羅伊（William R. Roy），88歲，美國政治人物，前美国众议院堪薩斯州第2國會議會選區議員。[42]

### 25日
- 沃依切赫·雅鲁泽尔斯基（波蘭語：Wojciech Jaruzelski），90歲，波蘭政治人物，前波蘭統一工人黨中央委員會第一書記、總理及總統，死於脑血栓。[43][44][45]
- 大谷晃一（日語：大谷 晃一），90歲，日本作家，前帝塚山學院大學名譽教授與學長。[46]
- 約翰·麥金尼斯（John Maginnis），62歲，美國政治作家、評論員和記者。[47]
- 賓尼·耶格爾（Bunny Yeager），85歲，美國模特兒和攝影師。[48]
- 余陳月瑛，89歲，臺灣政治人物，曾任高雄縣縣長，余家班重要領導人[49]。
- 大衛·艾倫（David Allen），78歲，英國板球員。[50]
- 赫布·傑弗里斯（Herb Jeffries），100歲，美國爵士樂和傳統的流行歌手及演員。[51]
- 埃爾默·奧斯馬·拉蒙·米亞尼（葡萄牙語：Elmer Osmar Ramón Miani），81歲，阿根廷羅馬天主教主教，前天主教卡塔馬卡教區主教。[52]
- 馬修·薩阿德·穆罕默德（Matthew Saad Muhammad），59歲，國際拳擊名人堂（英语：International Boxing Hall of Fame）輕重量級拳擊手成員，死於肌萎縮側索硬化症。[53]
- 華盛頓·塞薩爾·桑托斯（葡萄牙語：Washington César Santos），54歲，巴西足球運動員（國家隊），死於肌萎縮側索硬化症。[54]
- 馬爾科姆·西蒙斯（Malcolm Simmons），68歲，英國沙地摩托車手。[55]

### 24日
- 拉克希米·庫瑪麗·隼德華，97歲，印度作家和政治人物，死於肺部感染。[56]
- 尼蒂婭·鑾披汶頌堪，72歲，泰國外交官。[57]
- 烏尼亞·拉莫斯（葡萄牙語：Uña Ramos），80歲，阿根廷音樂人。[58]
- 約翰·瓦斯康塞洛斯（John Vasconcellos），82歲，美國政治人物，前加利福尼亚州参议院及加利福尼亚州众议院議員，死於器官功能衰竭。[59]
- 马哈法里德·阿米尔·寇斯拉维（波斯語：مَه‌آفرید امیرخسروی），45岁，伊朗富豪，曾经是伊朗首富，因侵吞巨额公款被处以绞刑[60]。
- 李鶴捧（韓語：이학봉），76歲，韓國政治人物，前國家安全企劃部（朝鲜语：국가안전기획부）第二副部長與韓國國會會金海市代表議員（朝鲜语：김해시의 국회의원），光州民主化運動被起訴人物。[61][62]

### 23日
- 喬爾·卡馬戈（葡萄牙語：Joel Camargo），67歲，巴西足球運動員（桑托斯），死於腎功能衰竭。[63]
- 馬達夫·曼茨，92歲，印度板球員。[64]
- 龜井節夫（日語：亀井 節夫），88歲，日本古生物學家，京都大學名譽教授。[65]
- 赫爾曼·狄龍（Herman Dillon），82歲，美國皮阿拉普部落（英语：Puyallup tribe）部落領袖。[66]
- 阿南德·莫達克，63歲，印度音樂家和電影作曲家。[67]
- 邁克爾·戈特利布 (Michael Gottlieb), 69歲, 美國電影導演，編劇和电子游戏製作人。死於交通意外。

### 22日
- 李春雷，48岁，新华社宁夏分社社长，死於肝癌。[68]
- 法里德·厄薩（Farid Aksheh），93歲，約旦政治人物，前社會發展及勞工部長與衛生部長。[69]
- 塞爾希奧·德·布斯塔曼特（西班牙語：Sergio de Bustamante），79歲，墨西哥演員。[70]
- 盖德瓦里·伊姆赖（匈牙利語：Gedővári Imre），62歲，匈牙利奧運擊劍選手。[71]
- 韋斯·羅福茲（Wes Lofts），71歲，澳洲澳式足球運動員及前澳大利亞澳式足球聯盟執行長，死於氣腫。[72]
- 薩利赫·瑞卡特（Saleh Wreikat），74歲，約旦政治人物。[73]

### 21日
- 東姑安華，74歲，吉打州苏丹摄政王，馬來西亞最高元首蘇丹端姑·阿布都·哈林之弟。[74]
- 伊夫林·布萊克蒙（Evelyn Blackmon），89歲，美國政治人物，前路易斯安那州众议院議員。[75]
- 鄧肯·科爾（Duncan Cole），55歲，英格蘭裔紐西蘭足球員（國家隊）。[76]
- 若昂·菲爾蓋拉斯·利馬（葡萄牙語：João Filgueiras Lima），82歲，巴西建築師，死於前列腺癌。[77]
- 海梅·盧辛奇（西班牙語：Jaime Lusinchi），89歲，委內瑞拉政治人物，前總統。[78]
- 阿里–雷扎·蘇利文尼（波斯語：سلیمانی کربلایی），58歲，伊朗奧運舉重運動員。[79]
- R.烏瑪那特，92歲，印度共產黨（馬克思主義）前領袖。[80]
- 王强，19岁，重庆市消防总队石柱县大队双庆中队战士，为了营救遇险百姓，被路旁山上坠落的滚石击中头部殉职[81]。

### 20日
- 羅斯·布朗（Ross Brown），79歲，紐西蘭橄欖球聯盟球員（國家隊）。[82]
- 亞瑟·吉爾伯（Arthur Gelb），90歲，美國紐約時報編輯和評論家。[83]
- 泰瑞·貝爾（Terry Bell），69歲，英格蘭足球員（雷丁足球會）。[84]（死亡發現日期）
- 吉姆·格利（Jim Gulley），75歲，美國政治人物，前北卡罗来纳州众议院議員。[85]

### 19日
- 傑克·布拉漢姆爵士（Sir Jack Brabham），88歲，澳洲賽車手，一级方程式1959（英语：1959 Formula One season）、1960（英语：1960 Formula One season）、1966年（英语：1966 Formula One season）世界車手冠军。[86]
- 文挾夫佐惠（日語：文挾 夫佐恵），100歲，日本俳人。[87]
- 西蒙·安德魯斯（Simon Andrews），29歲，英國的摩托車手，比賽中撞到頭部受傷致死。[88]
- 山姆·格林利（Sam Greenlee），83歲，美國作家和電影製片人。[89]
- 茲比格涅夫·皮耶奇科夫斯基（波蘭語：Zbigniew Pietrzykowski），79歲，波蘭奧運拳擊手。[90]
- 吕云所，75岁，中国山水画家、天津美术学院教授[91]。

### 18日
- 戈登·威利斯（Gordon Willis），82岁，美国摄影师，知名的作品包括《教父》系列等[92]。
- 多布里察·喬西奇，92歲，塞爾維亞作家和政治人物，前南斯拉夫聯盟共和國總統。[93]
- 唐·梅爾（Don Meyer），69歲，美國籃球教練，死於癌症。[94]
- 烏波·歐克斯（英语：Wubbo Ockels），68歲，荷蘭物理學家和宇航員，荷蘭第一位太空人，死於癌症。[95]
- 法蘭西斯·T·珀塞爾（Francis T. Purcell），95歲，美國政治人物，前紐約州眾議院議員。[96]
- 傑瑞·韋爾（Jerry Vale），83歲，美國歌手及演員（《盗亦有道》、《賭城風雲》）。[97]
- 魁傑將晃（日語：魁傑 將晃），本名西森輝門，66歲，前日本相撲手，前日本相撲協會理事長。病逝。[98]
- 笹原忠義（日語：笹原 忠義），59歲、日本企業家，前北陸放送社長。[99]
- 劉佔濱，51岁，哈藥集團三精制藥股份有限公司董事長兼黨委書記，跳樓自殺身亡[100]。

### 17日
- 老挝安-74军用飞机空难遇难者，共计16人[101]：
  - 隆再·皮吉，70岁，老挝人民军中将，老挝人民革命党中央政治局委员，政府副总理兼国防部长。
  - 通班·显阿蓬，61岁，老挝人民革命党中央书记处书记、老挝公安部部长。
  - 征·宋本坎，老挝人民革命党中央书记处书记、中央宣传部部长。
  - 苏甘·马哈拉，59岁，老挝人民革命党中央书记处书记、万象市委书记兼市长。
- 露易絲·威爾遜（Louise Wilson），52歲，英國時裝設計師。[102]
- 凱薩琳·阿巴特（Catherine Abate），66歲，美國政治人物，前紐約州參議院議員，死於子宮癌。[103]
- 大衛·阿博特（David Abbott），76歲，英國廣告公司經理和撰稿人。[104]
- 鮑伯·奧多姆（Bob Odom），78歲，美國政治人物。[105]
- 安娜·波拉特（希臘語：Αννα Πολλάτου），30歲，希臘2000年夏季奧林匹克運動會韻律體操女子團體全能比賽（英语：Gymnastics at the 2000 Summer Olympics – Women's rhythmic group all-around）銅牌得主選手，死於交通意外。[106]

### 16日
- 汤应武，50歲，广州日报社社长（2011年9月下旬至當天），死於心臟病。[107]
- 尼古拉·朱瑟雷夫，77歲，保加利亞歌劇低音。[108]
- 克萊德·史諾（Clyde Snow），86歲，美國法醫、人類學家，死於癌症和肺氣腫。[109]
- 維克托·蘇霍德列夫（俄語：Виктор Суходрев），81歲，俄羅斯翻譯員（列昂尼德·伊里奇·布里茲涅夫、尼基塔·謝爾蓋耶維奇·赫魯雪夫）。[110]
- 維托·法維羅（義大利語：Vito Favero），81歲，意大利道路單車賽車手。[111]

### 15日
- 史哲維，46歲，台灣中天新聞主播。[112]
- 讓-呂克·德阿納（德語：Jean-Luc Dehaene），73歲，比利時政治人物，前比利時首相，跌倒死亡。[113]
- 羅伯特·伯恩斯（Robert Burns），77歲，加拿大政治人物。[114]
- 揚·穆查（波蘭語：Jan Mucha），72歲，波蘭沙地摩托車車手，死於癌症。[115]
- 讓·歐利（法語：Jean Oury），90歲，法國精神病學家及精神分析學家，死於胰腺癌。[116]

### 14日
- 史蒂芬·薩頓（Stephen Sutton），19歲，英國慈善募捐人及博客作家，死於大腸癌。[117]
- 山姆·W·羅素（Sam W. Russell），68歲，美國政治人物，前德克薩斯州眾議院（英语：Texas House of Representatives）議員。[118]
- 黛安·巴茲（Diane Barz），70歲，美國法官，蒙大拿州最高法院（英语：Montana Supreme Court）首位女性法官，死於癌症。[119]
- 泰利·威亞（Terry Wire），73歲，英國政治人物，前北安普頓市市長，死於癌症。[120]

### 13日
- 大衛·馬列·阿姆斯特朗（David Malet Armstrong），87歲，澳洲哲學家。[121]
- 馬利克·本德傑魯（瑞典語：Malik Bendjelloul），36歲，瑞典奧斯卡最佳紀錄片獎獲獎人（《尋找小糖人》），自杀身亡。[122][123][124]
- 厄尼·查塔威（Ernie Chataway），62歲，英國重金屬樂團猶大祭司前成員，死於肺癌。[125]
- 琳尼·科恩（Lynne Cohen），69歲，美國裔加拿大攝影師，死於肺癌。[126]
- 迪克·道格拉斯（Dick Douglas），82歲，蘇格蘭政治人物。[127]
- 刘海藩，79歲，中共中央党校原副校长。[128]
- 卡米耶·萊佩奇（法語：Camille Lepage），26歲，法國攝影記者。（死亡發現日期）
- 米奧德拉格·拉基奇，39歲，塞爾維亞政治人物。[129]
- 阿爾塔米羅·羅薩托（葡萄牙語：Altamiro Rossato），88歲，巴西羅馬天主教主教，曾任天主教马拉巴教区主教及天主教阿雷格里港总教区大主教。[130]
- 榮·史蒂文斯（Ron Stevens），64歲，加拿大政治人物。[131]
- 安東尼·維拉紐瓦（Anthony Villanueva），69歲，菲律賓奧運次輕量級拳擊手。[132]
- 伊凡·溫格林（Ivan Wingreen），52歲，南非裔澳洲板球員，死於腦腫瘤。[133]
- 晨間尋歡·采爾-瑞文哈特（Morning Glory Zell-Ravenheart），65歲，美國新異教主義者、作家及女祭司，死於多發性骨髓瘤。[134]

### 12日
- 闵惠芬，69歲，中国民乐界著名二胡演奏家，死於脑溢血。[135][136]
- 伊薩貝·卡拉斯科（西班牙語：Isabel Carrasco），59歲，西班牙政治人物，遭槍殺。[137]
- 馬高·塞（義大利語：Marco Cé），88歲，意大利羅馬天主教樞機主教，曾任天主教威尼斯宗主教區宗主教。[138]
- 哈辛托·康威特（西班牙語：Jacinto Convit），100歲，委內瑞拉醫學家、科學家和研究員。[139]
- 基斯·克里斯科（Keith Crisco），71歲，美國政治人物，高處墮下死亡。[140]
- 湯姆·哈菲（Tom Hafey），82歲，澳洲澳式足球運動員及教練，死於癌症。[141]
- 科爾內利亞·戈胡瑪·肯尼迪（Cornelia Groefsema Kennedy），90歲，美國資深法官。[142]
- 砍口納什（Nash the Slash），66歲，加拿大搖滾音樂人。[143]
- 聂大江，84歲，中共中央宣传部原副部长。[144]
- 薩拉特·普加里，80歲，印度演員。[145]
- 休·史密斯（Hugh Smyth），73歲，北愛爾蘭政治人物，前進步統一黨（英语：Progressive Unionist Party）黨主席及贝尔法斯特市市長（英语：Lord Mayor of Belfast）。[146]
- A·J·沃森（A. J. Watson），90歲，美國賽車名人堂成員、賽車建設者和機械師。[147]
- 洛倫佐·桑布拉諾（西班牙語：Lorenzo Zambrano），70歲，西班牙建材管理人。[148]
- H·R·吉格爾（德語：H. R. Giger），74歲，瑞士超現實主義畫家、雕塑家及設計師。荷里活經典科幻電影《異形》之父。家中階梯跌下身亡。[149]

### 11日
- 谺雄二（日語：谺 雄二），82歲，日本詩人及麻風病權益運動家。[150]
- 瑞吉·加尼耶（Reg Gasnier），74歲，澳洲聯盟式橄欖球名人堂（英语：Australian Rugby League Hall of Fame）成員。[151]
- 馬丁·斯佩蓋利，86歲，克羅地亞政治人物和軍官。[152]
- 柯琳·弗里曼（Corinne Freeman），87歲，美國政治人物，前聖彼德斯堡市長，死於癌症。[153]
- 艾德·加利亞爾迪（Ed Gagliardi），62歲，美國低音結他手，死於癌症。[154]
- 塞爾索·彭利拿·達·阿爾梅達（葡萄牙語：Celso Pereira de Almeida），86歲，巴西羅馬天主教主教，曾任天主教納雄耐爾港教區及天主教伊通比亞拉教區主教。[155]
- 瑪加麗塔·波戈納特（羅馬尼亞語：Margareta Pogonat），81歲，羅馬尼亞女演員。[156][157]
- 松山俊太郎（日語：松山 俊太郎），83歲，日本印度研究學者、幻想文學研究家。[158]

### 10日
- 卡門·阿希瓦伊（西班牙語：Carmen Argibay），74歲，阿根廷法官。[159]
- 萊姆·約翰（Lem Johns），88歲，美国特勤局保鑣（林登·詹森）。[160]
- 岩井直溥（日語：岩井 直溥），90歲，日本作曲家、編曲家及指揮。[161]
- 金·齊祖伊奇（烏克蘭語：Чижович Євген），78歲，烏克蘭裔美國足球運動員和教練（美國國家足球隊）。[162]
- 派屈克·魯西（Patrick Lucey），96歲，美國政治人物，前威斯康星州州長（英语：Governor of Wisconsin）及美國駐墨西哥大使（英语：United States Ambassador to Mexico）。[163]
- 維克托·葉多欣（俄語：Виктор Ерохин），74歲，俄羅斯足球運動員和教練。[164]

### 9日
- 鮑伯·荷斯德（Bob Hoysted），88歲，澳洲練馬師。[165]
- 吉亞科莫·比尼（義大利語：Giacomo Bini），75歲，意大利方濟各會神父。[166]
- 哈倫·馬修斯（Harlan Mathews），87歲，美國政治人物，美国参议院田纳西州議員，死於腦癌。[167]
- 西田司（日語：西田 司），85歲，日本政治人物，前國家公安委員會委員長。[168]
- 田部和良（日語：田部 和良），52歲，日本足球教练。[169]
- 泰利·法默（Terry Farmer），82歲，英國足球運動員（罗瑟勒姆）。[170]（死亡發現日期）
- 塞利姆·薩斯納（土耳其語：Selim Sesler），57歲，土耳其單簧管演奏家。[171]
- 喬·懷德（Joe Wilder），92歲，美國爵士樂小號手，死於心臟衰竭。[172]

### 8日
- 約瑟夫·P·提士道（Joseph P. Teasdale），78歲，美國政治人物，密蘇里州第48屆州長（英语：List of Governors of Missouri）。[173]
- 雅高·拉美拿（西班牙語：Yago Lamela），36歲，西班牙奧運跳遠選手。[174]
- 賈伊爾·羅德里格斯（葡萄牙語：Jair Rodrigues），75歲，巴西音樂家和歌手。[175]
- 哈利·韋爾特曼（Harry Weltman），81歲，美國籃球高管（克里夫兰骑士、布鲁克林篮网），死於腦退化症併發症。[176]
- 张敬武，47岁，深圳报业发行物流公司总经理，患抑郁症自杀身亡。[177][178]
- 馬莎·威爾金森（Martha Wilkinson），72歲，美國掃盲運動家，肯塔基州前州長夫人，自然逝世。[179]
- 逢坂JYUN（日語：逢坂 じゅん），68歲，本名渡邊美二，日本男演員及漫才師，死於腦出血。[180]
- 南希·馬隆（Nancy Malone），79歲，美國艾美獎得獎製作人、導演及演員，死於白血病引起的肺炎。[181]
- 利奧·馬倫特（Leo Marentette），73歲，美國棒球運動員（底特律老虎）。[182]
- 愛倫·波茨（Allan Potts），79歲，紐西蘭奧運田徑隊教練及官員，死於骨癌。[183]
- 刘凯，92岁，中共中央军委办公厅原主任[184]。

### 7日
- 莫梅特·納辛·阿迪勒（阿拉伯語：محمد ناظم الحقاني），92歲，賽普勒斯伊斯蘭教蘇非派教士和學者，死於多重器官衰竭。[185]
- 勞爾·巴卡·卡波（西班牙語：Raúl Baca Carbo），82歲，厄瓜多爾工程師和政治人物。[186]
- 喬治·克里斯帝爵士（Sir George Christie），79歲，英國歌劇經理。[187]
- 雷蒙·維加·伊達爾戈（西班牙語：Ramón Vega Hidalgo），80歲，智利軍方官員和政治人物。[188]
- 曼努埃爾·希門內斯·德·帕爾加（西班牙語：Manuel Jiménez de Parga），85歲，西班牙政治人物。[189]
- 科林·皮林格（Colin Pillinger），70歲，英國行星科學家，死於腦出血。[190]
- 伊蓮·史杜特文特（Elaine Sturtevant），84歲，美國流行和簡約藝術家。[191]
- 毛尔尧伊·约瑟夫（匈牙利語：Marjai József），90岁，匈牙利政治人物。[192]

### 6日
- 阿都阿兹·萨塔尔，89歲，馬來西亞演員。他曾和已故巨星比·南利合作过多部电影。[193]
- 威爾·阿爾貝達（荷蘭語：Wil Albeda），88歲，荷蘭政治人物，前荷蘭社會及就業部部長與荷蘭國會一院議員。[194]
- 吉米·艾利斯（Jimmy Ellis），74歲，美國拳擊手，前世界拳擊協會重量級冠軍，死於失智症。[195]
- 安東尼·霍普金斯（Antony Hopkins），93歲，英國作曲家、指揮家和鋼琴家。[196]
- 瑪利亞·拉斯尼克（德語：Maria Lassnig），94歲，奧地利藝術家。[197]
- 萊斯里·托馬斯（Leslie Thomas），83歲，威爾士作家。[198]
- 比爾·戴納（Bill Dana（英语：Bill Dana (pilot)）），83歲，美國太空總署試飛員（X-15試驗機）。[199]
- 比爾·哈瑞爾（Billy Harrell），85歲，美國棒球（克里夫蘭印地安人）及籃球運動員。[200]
- 法利·莫沃特（Farley Mowat），92歲，加拿大作家。[201]
- 比爾·納恩（Bill Nunn），89歲，美國主編及美式足球球隊高管（匹茲堡鋼人）。[202]
- 今井光也（日語：今井 光也），91－92歲，日本作曲家及指揮，前諏訪交響樂團（日语：諏訪交響楽団）名譽會長。[203]

### 5日
- 蒂莫西·約翰·百富，72歲，英國裔塞尔维亚電視節目製作人，癌症。[204]
- 巴特勒·德里克（Butler Derrick），77歲，美國政治人物，前美國眾議院南卡羅來納州第3國會議會選區（英语：South Carolina's 3rd congressional district）議員及南卡羅來納州眾議院（英语：South Carolina House of Representatives）議員，死於癌症。[205]
- 小比利·弗蘭克（Billy Frank, Jr.），83歲，美國尼斯闊利釣魚維權人士。[206]
- 亞米克·卡索里豪，81歲，阿爾巴尼亞作家及公關，死於肺部疾病。[207]
- 艾德瓦爾多·麥·安泰爾（西班牙語：Eduardo Mac Entyre），85歲，阿根廷藝術家。[208]
- 馬若爾·伊什特萬（匈牙利語：Major István），64歲，匈牙利奧運跳高選手。[209]
- 麥可·歐得多拉（Michael Otedola），87歲，尼日利亞政治人物，前拉各斯州州長。[210]
- 塔季扬娜·萨莫伊洛娃（俄語：Татьяна Самойлова），80歲，前蘇聯女演員（《雁南飛》）、俄罗斯人民艺术家。[211]
- 傑奇·琳恩·泰勒（Jackie Lynn Taylor），88歲，美國女演員，死於腦退化症。[212]
- 李渝，70歲，台灣女作家，自殺身亡。[213]
- 左文辉，106岁，中国共产党官员。在陕西省西安病逝[214][215][216][217]。

### 4日
- 艾蕾娜·巴塔查（Elena Baltacha），30歲，英國網球運動員，死於肝癌。[218]
- 徐行，35岁，中国《都市快报》副总编，因患忧郁症自杀身亡。[219]
- 托伊米·阿拉塔洛（芬蘭語：Toimi Alatalo），85歲，芬蘭奧運越野滑雪運動員。[220]（死亡發現日期）
- 迪克·艾爾斯（Dick Ayers），90歲，美國漫畫書藝術家和漫畫家。[221]
- 海加·克尼格斯多夫（德語：Helga Königsdorf），75歲，前東德物理學家和作家，死於柏金遜症。[222]

### 3日
- 范斯高·伊卡薩（西班牙語：Francisco Icaza），83歲，墨西哥畫家。[223]
- 吉姆·奥伯斯塔（Jim Oberstar），79歲，美國政治人物，前美國眾議院明尼蘇達州第八國會議會選區議員。[224]
- 吉姆·斯普羅特（Jim Sprott），89歲，紐西蘭法醫科學家。[225]
- 蓋瑞·史丹利·貝克（Gary Stanley Becker），83歲，美國經濟學家、芝加哥大學教授、1992年諾貝爾經濟學獎得主，因手術後併發症辭世[226]。
- 小詹姆斯·H·多德里爾（James H. Daughdrill, Jr.），80歲，美國教育家，前羅德學院（英语：Rhodes College）校長。[227]

### 2日
- 羅孚，93歲，香港傳媒人，前《新晚報》總編輯。[228]
- 秦厚修，93歲，中華民國總統馬英九的母親，曾任中华民国国防部统计官、中央银行外汇局科长，死於慢性肺部腫瘤併發急性感染。[229][230]
- 約翰·E·多利布瓦（John E. Dolibois），95歲，美國外交官，前美國駐盧森堡（英语：United States Ambassador to Luxembourg）大使。[231]
- 安德烈·科爾涅耶夫（俄語：Андрей Корнеев），40歲，前俄羅斯奧運游泳運動員。[232]
- 穆罕默德-禮薩·洛特菲（波斯語：محمد رضا لطفی），67歲，伊朗古典音樂家，死於癌症。[233]
- 尼祖·斯特普尼（Nigel Stepney），56歲，英國一級方程式賽車機械師，死於交通意外。[234]
- 张世新，69岁，中国陕西吴堡县张家山镇高家塄村村民，《舌尖上的中国》第二季主人公之一，因其做空心挂面的精湛技艺而成名，被称为“挂面爷爷”，死於骨癌[235]。
- 傑西卡·克利夫斯（Jessica Cleaves），65歲，美國歌手。[236]
- 約翰·冬斯（John Dungs），62歲，尼日利亞軍官。[237]

### 1日
- 刘杰，20岁，上海人，上海市徐汇区关港消防中队消防员，于救火期间不幸坠楼身亡。[238]
- 钱凌云，23岁，上海人，上海市徐汇区关港消防中队消防员，于救火期间不幸坠楼身亡。[238]
- 柯雄飛，45歲，台灣原住民泰雅族人、警察。支援學運維安勤務後，因過勞於3月28日中風，5月1日逝世。[239]
- 谢昂凭，48岁，马来西亚民主行动党安顺国会议员，因癌症逝世[240]。
- 周夢蝶，94歲，本名周起述，台灣詩人。[241]
- 矢田耕司（日語：矢田 耕司），81岁，日本男性声优。死於慢性肾脏病。[242]
- 克萊夫·克拉克（Clive Clark），73歲，英國足球運動員。[243]
- 艾西·達揚（希伯來語：אסי דיין），68歲，以色列電影導演及演員。[244]
- 胡安·科美爾（西班牙語：Juan Formell），71歲，古巴音樂人及導演。[245]
- 保羅·拉姆齊（Paul Ramsay），78歲，澳洲商人及慈善家。[246]
- 阿達穆·安南（Adamu Atta），86歲，尼日利亞政治人物。[247]